# Jing Fang
Jing Fang, zi Junming (君明), ur. 78 p.n.e., zm. 37 p.n.e. – chiński uczony okresu wcześniejszej dynastii Han, zajmujący się filozofią przyrody, astronomią i teorią muzyki.
Działał na dworze cesarza Yuana (48–33 p.n.e.). Jako filozof zajmował się badaniem heksagramów z Księgi Przemian i ich związku ze zjawiskami naturalnymi, zachowaniami ludzkimi i wydarzeniami politycznymi. Prowadząc obserwacje astronomiczne doszedł do wniosku, że Księżyc nie jest jak wówczas uważano dyskiem, lecz ma formę sferyczną. Około 40 p.n.e. wystosował na dwór memoriał, w którym domagał się naprawy stosunków w państwie i krytykował cesarskich doradców. Oskarżony o spiskowanie przeciwko władzy, został w 37 p.n.e. publicznie stracony.
Jego pisma z akustyki i teorii muzyki zaginęły; ich treść znana jest z późniejszych źródeł. Jing Fang badał teoretyczne podstawy systemu tonalnego i sposoby udoskonalenia temperacji stroju. Dokonał modyfikacji pitagorejskiego systemu tonalnego, konstruując spiralę złożoną z 60 kroków kwintowych i kwartowych (2:3 i 4:5). W efekcie dokonał podziału oktawy na 53 części. W Europie taki podział oktawy zaproponowali dopiero w XVII wieku Marin Mersenne i Athanasius Kircher. Jing odkrył także figury wibracyjne, na Zachodzie opisane po raz pierwszy w 1787 roku przez Ernsta Chladniego.